# Nils Widforss
Nils Widforss (Estocolmo, 3 de novembro de 1880 — Estocolmo, 2 de maio de 1960) foi um ginasta sueco que competiu em provas de ginástica artística.
Widforss é o detentor de uma medalha olímpica, conquistada na edição britânica, os Jogos de Londres, em 1908. Nesta ocasião, competiu como ginasta na prova coletiva. Ao lado de outros 37 companheiros, conquistou a medalha de ouro, após superar as nações da Noruega e da Finlândia.